# کارل دونیتس
کارل دونیتس (به آلمانی: Karl Dönitz) (۱۶ سپتامبر ۱۸۹۱ – ۲۴ دسامبر ۱۹۸۰) نظامی و سیاستمدار آلمانی بود که در دوره رایش سوم برای دو سال فرماندهی کریگس‌مارینه و مدت بسیار کوتاهی در پایان جنگ جهانی دوم ریاست‌جمهوری آلمان را بر عهده داشت.
دونیتس از معدود نظامیان ارشد آلمان بود که هیچگاه رسماً به حزب ناسیونال سوسیالیست نپیوست. پس از خودکشی آدولف هیتلر، حدود بیست روز رئیس‌جمهور آلمان بود و معاهده تسلیم آلمان در پایان جنگ جهانی دوم به امضای او رسید.

## سال‌های اولیه
کارل دونیتس روز ۱۶ سپتامبر سال ۱۸۹۱ در برلین-گروناو به عنوان دومین و واپسین فرزند خانواده زاده شد. پدرش امیل دونیتس مهندس اپتیک در کارخانه یِنا بود. خانواده او اشرافی نبود اما به سبک و سنت پروسی می‌زیست. کارل مادرش را در چهار سالگی از دست داد. تحصیلات خود را در مدارس ینا و وایمار و گیمنازیوم تسربست گذراند.
دونیتس روز ۱ آوریل سال ۱۹۱۰ در هجده سالگی به عنوان دانشجو-افسر وارد دانشکده نیروی دریایی امپراتوری آلمان در کیل شد. دانشجوی چندان خوبی نبود. به هر حال دوره آموزشی را به گذراند. سال ۱۹۱۲ درجه مهناوی دوم دریافت کرد و برای آموزش بیشتر به دانشکده مورویک در شلسویگ-هولشتاین منتقل شد. همان سال پدرش از دنیا رفت. سپس برای تکمیل کارآموزی بر عرشه رزم‌ناو سبک برسلاو قرار گرفت و افسر ارتباطات آن بود. چنین جایگاهی با چنین درجه نامعمول بود. ماه سپتامبر سال ۱۹۱۳ به درجه ناوبان دوم ترفیع یافت.
دونیتس با رزم‌ناو سبک برسلاو بخشی از نیروی بین‌المللی بود که در جریان بهران ۱۹۱۳ در منطقه بالکان، بندرهای مونته‌نگرو را مسدود کرده بود. هنگام آغاز جنگ جهانی اول در سال ۱۹۱۴ همچنان در مدیترانه بود. به همراه رزم‌ناو با عبور از محاصره دریایی متفقین به استانبول رسید. با حضور در امپراتوری عثمانی با این رزم‌ناو در دریای سیاه علیه امپراتوری روسیه به نبرد پرداخت. برسلاو ماه ژوئیه سال ۱۹۱۵ با یک مین دریایی در دهانه تنگه بسفر برخورد کرد و برای چند ماه از کار افتاد. در مدتی که رزم‌ناو تعمیر می‌شد، دونیتس به نیروی هوایی عثمانی پیوست و به عنوان تیربارچی و دیده‌بان هوایی در آن خدمت کرد. او بر فراز محل تهاجم متفقین به گالیپولی پرواز شناسایی انجام داد. وقتی کار بر روی برسلاو ماه فوریه سال ۱۹۱۶ تمام شد به عنوان آجودان آن برگزیده شد و ماه مارس به درجه ناوبان یکم ترفیع گرفت. پس از دریافت نشان درجه یک و دو صلیب آهنین، پاییز (تابستان) سال ۱۹۱۶ به آلمان بازگشت و خواهان خدمت در نیروی او-بوت شد. از ماه اکتبر سال ۱۹۱۶ تا ماه ژانویه سال ۱۹۱۷ دوره آموزشی دشواری را در دانشکده او-بوت در فلنسبورگ-مورویک گذراند. دونیتس عازم بندر پولا در دریای آدریاتیک شد و به عنوان افسر اژدر او-۳۹ منصوب گردید. ناوسروان والتر فورستمان فرمانده این او-بوت، یکی بهترین‌ها در این زمینه بود و دونیتس چیزهای زیادی از او آموخت. ماه مارس سال ۱۹۱۸ فرماندهی زیردریایی اس‌ام اوسی ۲۵ به او سپرده شد. سال بعد هنگام فرماندهی زیردریایی اس‌ام اوب ۶۸ به یک کاروان در مدیترانه حمله برد. در اثر درگیری زیردریایی او آسیب دید و به همراه خدمه به اسارت نیروی دریایی بریتانیا درآمد.

## رایشسور
ماه ژوئیه سال ۱۹۱۹ از اسارت آزاد شد. پس از پایان جنگ به رایشس‌مارینه پیوست و فرمانده یک قایق اژدرافکن گردید. دهه ۱۹۲۰ به عنوان افسر ستادی، در تلاش برای اقناع رهبران آلمان جهت بازسازی ناوگان زیردریایی‌ها که وجود آن‌ها در اساس پیمان ورسای در رایشسور ممنوع بود، چند مقاله در ارتباط با این جنگ‌افزار به نگارش درآورد.

## ورماخت
با به قدرت رسیدن آدولف هیتلر، سال ۱۹۳۴ با درجه ناوبان دومی مأموریت ایجاد نیروی زیردریایی در کیل به او محول گشت. با وجود دستاوردهای خارق‌العاده، تمایل فرماندهی کریگسمارینه به کشتی‌های جنگی بزرگ امکان پدیدآوری ناوگان متعدد زیردریایی‌ها را فراهم نساخت تا آلمان در آغاز جنگ جهانی دوم در سال ۱۹۳۹ صرفاً ۵۷ او-بوت شامل تنها ۲۶ مورد با قابلیت عملیات‌های برد بلند در اختیار داشته باشد. تلاش‌هایش در این زمینه سبب شد تا حدودی زیادی او را پدر او-بوت‌ها بخوانند. مفهوم تهاجم گسترده به کاروان‌های دریایی در قابل تاکتیک موسوم به "دسته گرگ‌ها" و سامانه کنترل مرکزی با اطلاعات هواگردهای برد بلند را پدید آورد.
با عزل اریش ردر در ماه مارس سال ۱۹۴۲، او که در سال‌های اولیه جنگ مدارج و نشان‌های فراوانی دریافت نموده بود، با ترفیع به درجه بزرگ دریابد، به فرماندهی کریگسمارینه منصوب شد. با این حال با افزایش دخالت‌های ایالات متحده و در نهایت ورود آن به جنگ و همچنین پیشرفت فناورانه متفقین در زمینه مقابله با زیردریایی‌ها، از اوایل سال ۱۹۴۳ ورق به ضرر آلمان بازگشت و راهبرد تهدید او-بوت‌ها شکست خورد. با دستیابی به اعتماد پیشوا، اواخر جنگ را در قرابت با هیتلر گذراند. تلاش او برای ساختن ناوگانی مدرن از زیردریایی‌ها با کمبود منابع به جایی نرسید. او-بوت‌های جدید و قدرتمندتری طراحی شد اما تلفات آن‌ها بسیار بیشتر از تولیدات بود. در این دوران با انجام سخنرانی‌های تبلیغاتی به چهره‌ای سرشناس بدل گشت. میانه ماه آوریل سال ۱۹۴۵ به فرماندهی تمامی نیروهای آلمانی در شمال اروپا منصوب شد.
روز ۳۰ آوریل پیامی مبنی بر مرگ هیتلر و برگزیده شدن به جانشینی او به عنوان رئیس‌جمهور آلمان دریافت کرد. پیش از تسلط نیروهای دشمن بر آن‌ها، موفق شد در قالب آخرین خدمت نیروی تحت امرش هزاران پناهجو را از طریق دریا از منطقه بالتیک خارج کند.

## پس از جنگ
در دادگاه نورنبرگ به طرح‌ریزی جنگ متهم و در حکمی نسبتاً معتدل به ده سال حبس محکوم گردید. این دوران را در زندان اشپاندائو گذراند. کارل دونیتس روز کریسمس سال ۱۹۸۰ درگذشت.

## زندگی شخصی
هنگام اقامت در عثمانی با اینگبورگ ویبر، دختر یک ژنرال آلمانی آشنا شد. اینگبورگ ۲۱ ساله به عنوان پرستار در بیمارستان عمومی سفارت در استانبول کار می‌کرد. این دو ماه مه سال ۱۹۱۶ با یکدیگر ازدواج کردند. حاصل این ازدواج یک دختر و دو پسر بود. هر دو پسر آن‌ها به عنوان افسر نیروی دریایی در جنگ جهانی دوم کشته شدند.